# Jizaruja
Jizaruja (en georgiano: ხიზარუხა) o Jidzdarja (en abjasio: Хьыӡдарха, romanizado: Jydzdarja) es una aldea que pertenece a la parcialmente reconocida República de Abjasia, parte del distrito de Gulripshi, aunque de iure pertenece al municipio de Gulripshi de la República Autónoma de Abjasia de Georgia.

## Toponimia
Hasta 1948, la aldea se conocía con el nombre de Nedzona (en georgiano: ნეძონა).

## Geografía
Jizaruja se encuentra en las estribaciones de los montes de Abjasia, en la orilla izquierda del río Kodori. La aldea se encuentra a 47 km de Gulripshi y se administra desde el pueblo de Lata.

## Demografía
La evolución demográfica de Jizaruja entre 1959 y 1989 fue la siguiente:
| 63                                                  | 5 |
| (Fuente: Population of Abkhazia since Soviet times) |   |

Antes de la guerra de Abjasia, la mayoría de la población local eran armenios.